# Rudolph von Dieskau
Rudolph von Dieskau, modernisiert Rudolf, (* 5. Februar 1593; † 20. Juli 1656 in Dresden) war ein kurfürstlich-sächsischer Rat und Hofmeister sowie Rittergutsbesitzer, Mitglied der Fruchtbringenden Gesellschaft und Autor didaktischer und satirischer Dichtungen.

## Leben
Rudolph war Angehöriger des sächsischen Adelsgeschlechts von Dieskau, ein Sohn des kurbrandenburgischen Geheimen Hofrates und Gesandten Hieronymus von Dieskau (1565–1625) und der Anna Pflug aus dem Hause Kottwitz († 1635).
Nach dem Tod seines begüterten Vaters im Juli 1625 erbte er gemeinsam mit seinen Brüdern die väterlichen Rittergüter im Kurfürstentum Brandenburg und im Kurfürstentum Sachsen. 
1628 wurde Rudolph von Dieskau Mitglied der Fruchtbringenden Gesellschaft. Er erhielt den Namen Der Niedrige.
Er stand seit 1625 als Hofmeister im Dienst des Herzogs Wilhelms IV. von Sachsen-Weimar, kehrte diesem jedoch den Rücken und trat in den Dienst des Kurfürsten Johann Georg I. von Sachsen in Dresden. Von 1633 bis 1640 war Rudolph von Dieskau Amtshauptmann von Weißenfels. In dieser Zeit wurde er im Jahre 1636 zum kursächsischen Kriegskommissar ernannt. Bis zu seinem Tod war er ab 1639 Rat und Hofmeister des späteren Kurfürsten Johann Georg II. von Sachsen, in gleicher Funktion diente er auch dem Herzog Moritz von Sachsen-Zeitz, dem jüngeren Bruder des Ersteren.
Unter verschiedenen Pseudonymen schrieb er u. a. Gedichte über das Frühjahr und eine satirische Erzählungen.
Als Rudolph von Dieskau im Sommer 1656 in Dresden starb, erschien die zu seiner Beisetzung gehaltene Leichenpredigt bei Melchior Bergen in Dresden in Druck.